# Xestia pallidago
Xestia pallidago là một loài bướm đêm trong họ Noctuidae.